# Relações entre África do Sul e Estados Unidos
Os Estados Unidos e a África do Sul atualmente mantêm relações bilaterais entre si. Os Estados Unidos e a África do Sul estão economicamente ligados um ao outro desde o final do século 18., elas enfrentaram períodos de tensão ao longo do século 20 devido ao domínio branco segregacionista na África do Sul. Após o apartheid na África do Sul, os EUA e a África do Sul desenvolveram uma relação estratégica, política e economicamente benéfica entre si e atualmente desfrutam de "relações cordiais" apesar de "tensões ocasionais". A África do Sul continua sendo o maior parceiro comercial dos Estados Unidos na África em 2019.

## História
Os Estados Unidos mantêm presença oficial na África do Sul desde 1799, quando foi inaugurado um consulado na Cidade do Cabo.

### Guerra dos Bôeres
Os Estados Unidos permaneceram formalmente neutros durante a Segunda Guerra dos Bôeres. Embora a imprensa americana e a administração do presidente William McKinley favorecessem o Império Britânico, muitos americanos simpatizaram com os bôeres e alguns viajaram para a África do Sul para lutar.

### União da África do sul
Durante a Primeira Guerra Mundial, os dois países lutaram pelas potências aliadas, e o presidente dos Estados Unidos Woodrow Wilson e o primeiro-ministro sul-africano, Jan Smuts, fizeram amizade na Conferência de Paz de Paris. Inicialmente, Smuts se opôs à proposta de Wilson para a Liga das Nações, mas no início da conferência se transformou em um de seus proponentes mais fortes. Em 1929, os Estados Unidos e a União da África do Sul estabeleceram relações diplomáticas oficiais. Após a Segunda Guerra Mundial, os Estados Unidos haviam entrado na Guerra Fria com a União Soviética ; enquanto, simultaneamente, o Partido Nacional da África do Sul venceu as eleições gerais de 1948 contra seu rival, o Partido Unido, a relação entre a África do Sul e os Estados Unidos foi tensa até o fim do regime do apartheid. Após a Era do Apartheid, os Estados Unidos e a África do Sul mantiveram relações bilaterais.

### Era do Apartheid
A Era do Apartheid começou sob o governo do Partido Nacional que foi eleito para o poder nas eleições gerais de 1948. O presidente Harry S. Truman apoiou moderadamente o movimento pelos direitos civis, mas apoiou o novo governo como um aliado anticomunista contra a União Soviética. Durante o período inicial do apartheid na África do Sul, os Estados Unidos mantiveram relações amigáveis com a África do Sul, o que pode ser atribuído aos ideais anticomunistas defendidos pelo Partido Nacional. No entanto, ao longo do século 20, as relações entre os Estados Unidos e a África do Sul foram afetadas pelo sistema de apartheid em vigor sob o Partido Nacional.

#### Cooperação

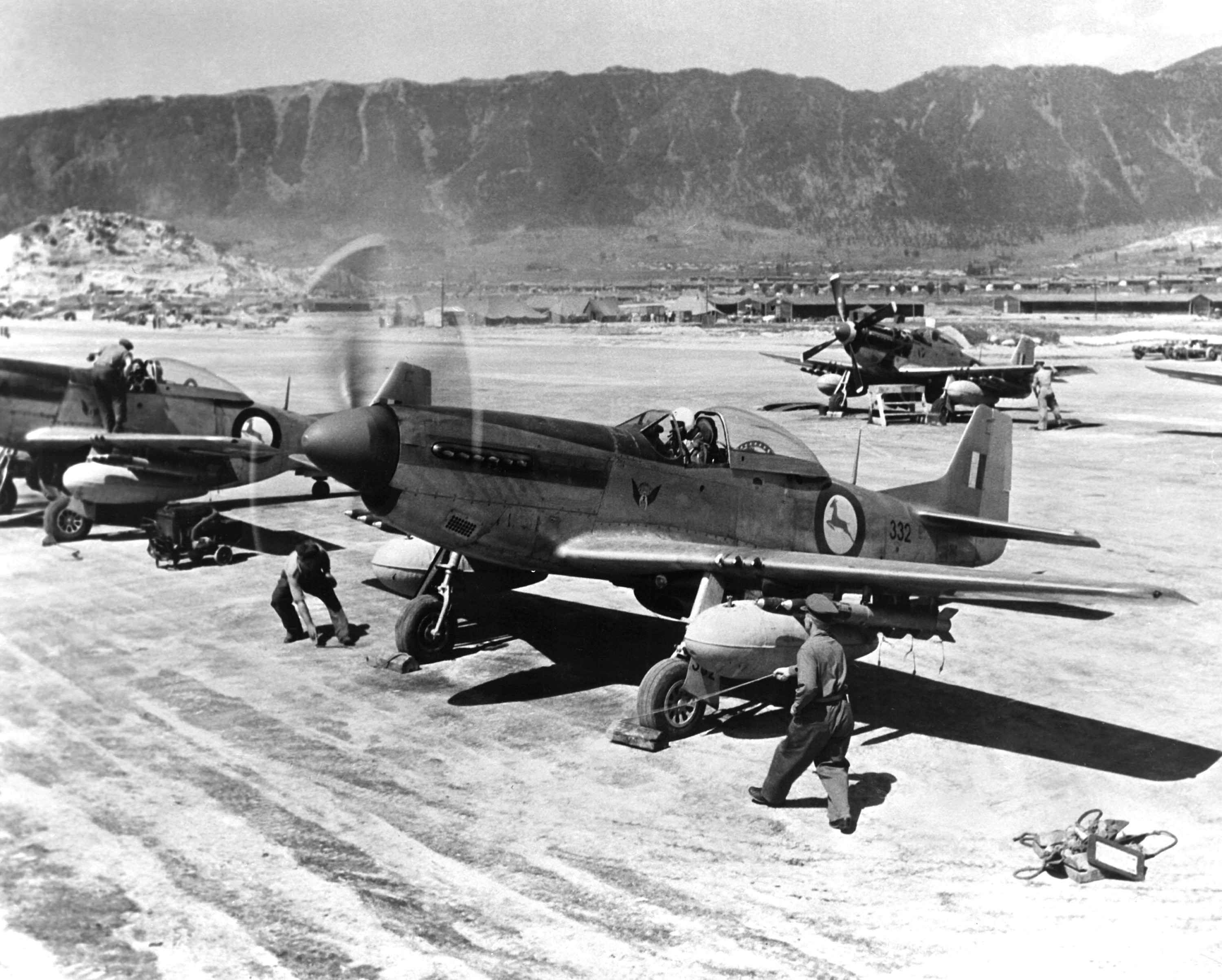
Caças do South African Air Force 2 Squadron Mustang durante a Guerra da Coreia no início dos anos 1950.

Durante a Era do Apartheid, os laços econômicos entre os Estados Unidos e a África do Sul desempenharam um papel importante em suas relações mútuas. Dos anos 1950 aos 1980, as exportações, importações e investimentos diretos dos Estados Unidos na África do Sul como um todo aumentaram. A África do Sul era vista como um importante parceiro comercial porque fornecia aos Estados Unidos acesso a vários recursos minerais como cromo, manganês, vanádio. Além de comércio e investimento, a África do Sul também forneceu uma localização estratégica para uma base naval e acesso a grande parte do continente africano. Além disso, os Estados Unidos tinham uma estação de rastreamento de mísseis da NASA localizada na África do Sul, que se tornou polêmica na política americana devido à segregação praticada nas estações em conformidade com a política de apartheid.

#### Resistência
Após o massacre de Sharpeville em 1960, as relações dos Estados Unidos com a África do Sul começaram a sofrer mudanças. Em 1963, sob Kennedy, os Estados Unidos voluntariamente colocaram um embargo de armas à África do Sul em cooperação com a Resolução 181 do Conselho de Segurança das Nações Unidas. Após o assassinato do presidente Kennedy e sob o governo de Lyndon Johnson, a política dos Estados Unidos em relação à África do Sul foi muito afetada pelo Movimento dos Direitos Civis. Em relação às lutas africanas na África, o presidente Johnson disse que:
A política externa dos Estados Unidos está enraizada em sua vida doméstica. Não permitiremos que os direitos humanos sejam restringidos em nosso próprio país. E não apoiaremos políticas no exterior baseadas no governo das minorias ou na noção desacreditada de que os homens são desiguais perante a lei. Não viveremos segundo um padrão duplo - professar no exterior o que não praticamos em casa ou venerar em casa o que ignoramos no exterior.
Apesar da oposição retórica ao apartheid, os Estados Unidos continuaram a bloquear as sanções contra a África do Sul nas Nações Unidas nas décadas de 1960 e 1970. Embora controverso, a maioria dos estudiosos concorda que Richard Nixon e Gerald R. Ford não conseguiram combater a política de apartheid na África do Sul. O presidente Jimmy Carter é conhecido por sua estratégia de confronto contra o apartheid e o governo branco na África do Sul No entanto, embora a administração Carter tenha defendido os direitos humanos na África do Sul, a maioria dos estudiosos concorda que não teve sucesso em criar mudanças na África do Sul. O governo Carter temia que o desinvestimento de empresas americanas na África do Sul pudesse piorar as condições para a maioria negra, ao mesmo tempo que fortalecia a posição da minoria branca na África do Sul.
Ao longo das administrações Johnson, Nixon, Ford e Carter, o movimento antiapartheid dos Estados Unidos, bem como as campanhas de desinvestimento da África do Sul, ganharam cada vez mais o apoio do público americano. É nessa época - quando esses movimentos tinham mais apoio do que nunca - que o governo Reagan assumiu o cargo.

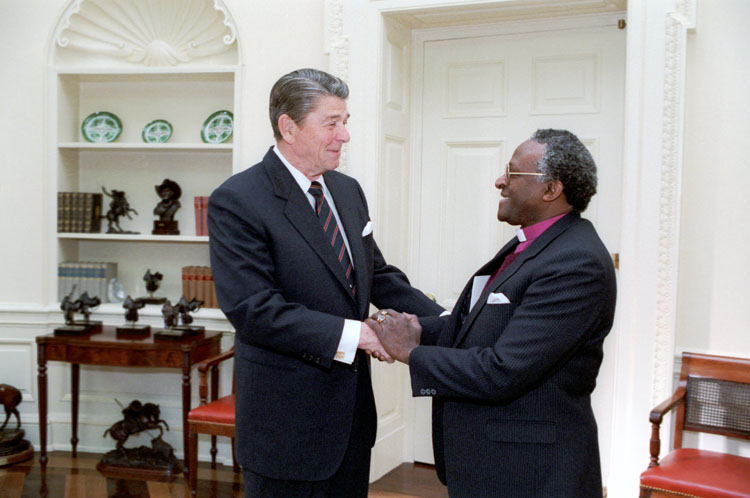
O presidente Reagan se encontrou com o ativista anti-apartheid, bispo Desmond Tutu, no escritório oval em 1984. O Congresso dos Estados Unidos forçou uma mudança na política ao impor sanções ao governo do apartheid em 1986.

O presidente Ronald Reagan praticou uma política de " engajamento construtivo " para empurrar gentilmente a África do Sul em direção a um regime moralmente sensível ao racismo. A política foi desenvolvida pelo funcionário do Departamento de Estado Chester Crocker como parte de uma política mais ampla de cooperação com a África do Sul para lidar com a turbulência regional. Também apoiou a África do Sul na Guerra da Fronteira da África do Sul e na Guerra Civil Angolana, na qual Cuba interveio para ajudar o MPLA. No entanto, a raiva estava crescendo nos Estados Unidos, com líderes de ambos os partidos pedindo sanções para punir a África do Sul. Lawrence Eagleburger, subsecretário de Estado para Assuntos Políticos de Reagan, em junho de 1983 anunciou uma mudança clara na política para uma insistência na mudança fundamental na política racial de Pretória, uma vez que o governo Reagan teve que enfrentar o crescente apoio público e do Congresso às sanções. A nova política era inadequada para líderes antiapartheid como o arcebispo Desmond Tutu. Semanas depois de ser anunciado que ele havia recebido o Prêmio Nobel da Paz de 1984, ele foi aos Estados Unidos e denunciou a política do governo Reagan como inerentemente imoral.
Em 7 de dezembro, Tutu se encontrou cara a cara com Reagan na Casa Branca . Eles concordaram que o apartheid era repugnante e deveria ser desmantelado por meios pacíficos. Como os esforços de engajamento construtivo não tiveram sucesso em alterar a política de apartheid da África do Sul, Washington DC teve que adaptar essa política. Em 1986, o Comprehensive Anti-Apartheid Act foi o ponto de partida para uma política unificada para a África do Sul na política dos Estados Unidos. Sob os governos Reagan, Clinton e Bush, houve esforços contínuos para tentar acabar com o apartheid. Esses esforços ganharam mais força após o fim da Guerra Fria e a retirada cubana da Guerra Civil Angolana, que removeu o incentivo dos Estados Unidos ao apoio ao regime do apartheid Em 1994, o apartheid na África do Sul havia terminado oficialmente. Nelson Mandela foi eleito o primeiro presidente.

### Pós Apartheid

Desde 2004, o programa PEPFAR financiado pelos EUA ajudou a estabilizar a pandemia de AIDS na África do Sul.

Desde a abolição do apartheid e as primeiras eleições democráticas de abril de 1994, os Estados Unidos têm desfrutado de uma relação bilateral com a África do Sul. Embora existam diferenças de posição entre os dois governos (em relação ao Iraque, por exemplo), eles não impediram a cooperação em uma ampla gama de questões-chave. A cooperação bilateral no combate ao terrorismo, combate ao HIV/AIDS e relações militares tem sido particularmente positiva.

Durante a presidência de Thabo Mbeki (1999-2008), as relações foram tensas devido a uma combinação da paranoia do ANC em torno das supostas atividades da CIA no país e as críticas percebidas à negação da AIDS de Mbeki, um sentimento parcialmente baseado nas experiências do ANC de apoio tácito dos americanos à o governo do Apartheid durante a administração Reagan. As guerras do governo Bush no Afeganistão e no Iraque também serviram para alienar a presidência sul-africana até que o presidente Mbeki deixou o governo em 2008.

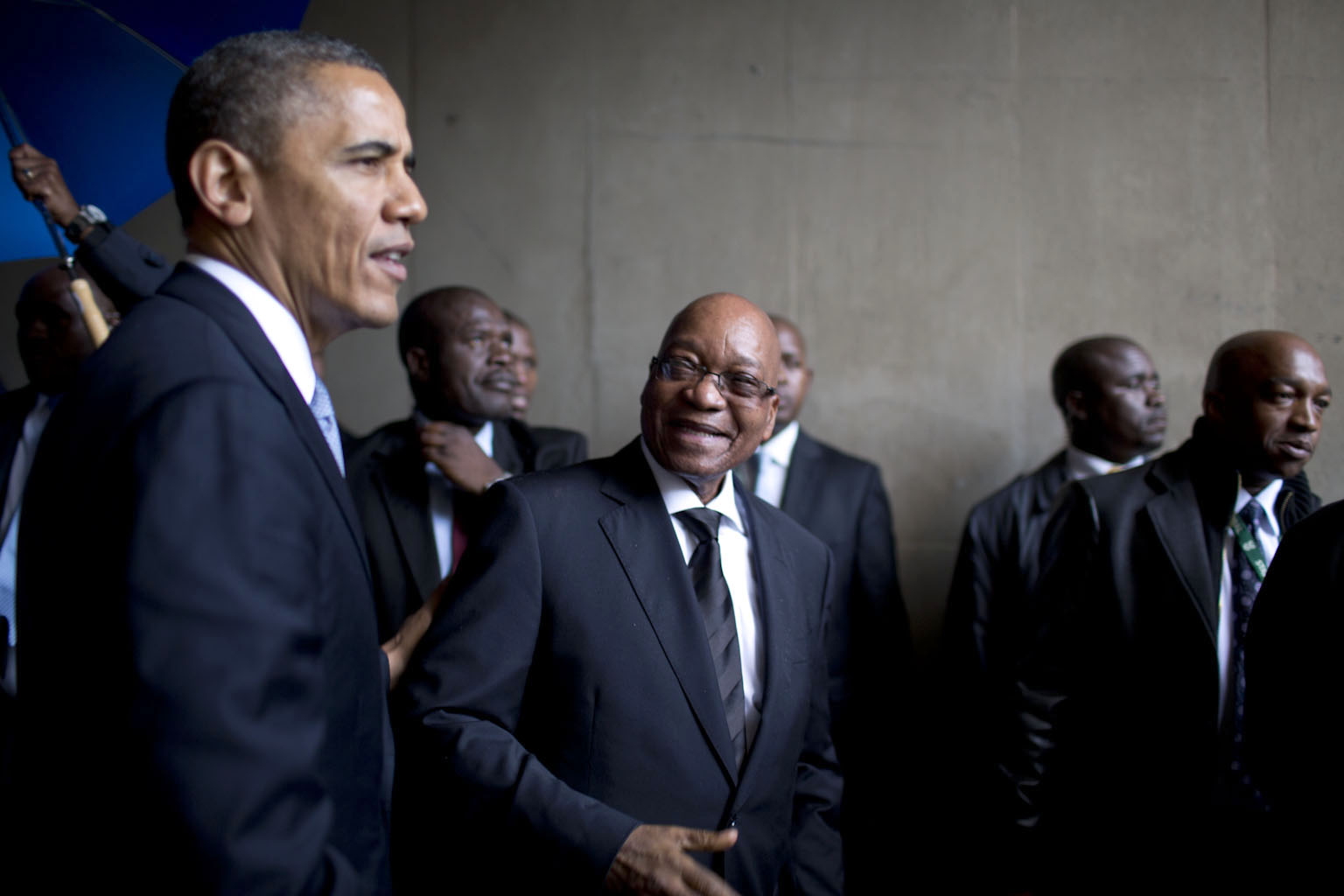
O presidente Barack Obama com o presidente Jacob Zuma no funeral de Nelson Mandela.

Até 2008, os Estados Unidos consideravam oficialmente Nelson Mandela um terrorista no entanto, em 5 de julho de 2008, Mandela e outros membros do ANC, incluindo o então atual ministro das Relações Exteriores, foram removidos de uma lista de terroristas dos EUA.

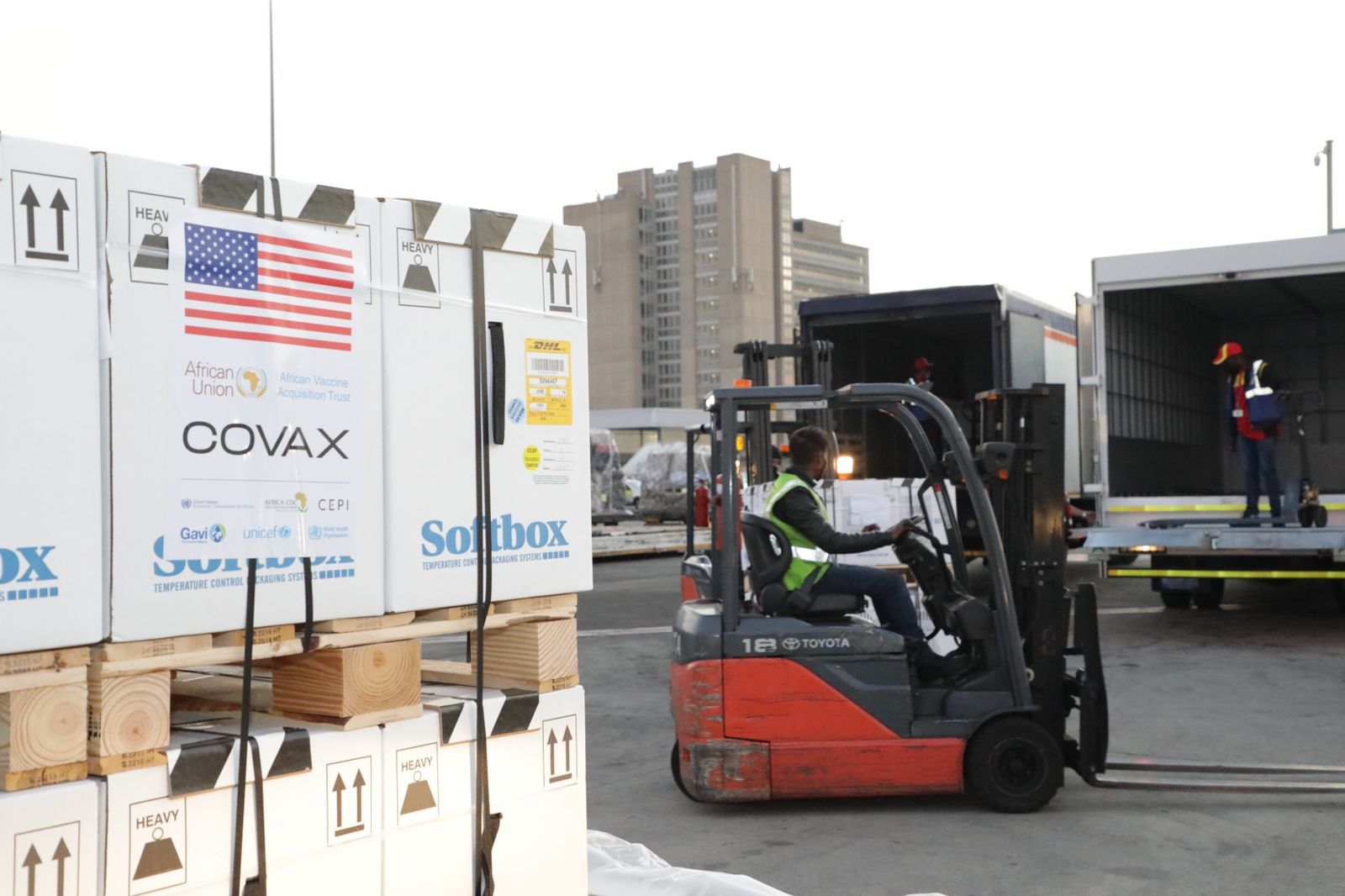
Os EUA fornecem vacinas Pfizer COVID-19 para a África do Sul como parte da iniciativa COVAX em 2021

Em 28 de janeiro de 2009, o recém-eleito presidente dos Estados Unidos, Barack Obama, telefonou para seu homólogo recém-instalado, Kgalema Motlanthe, como um de uma lista de contatos estrangeiros que ele vinha trabalhando desde sua posse presidencial na semana anterior.
Em 2014, acredita-se que a relação entre a África do Sul e os Estados Unidos nos anos Zuma/Obama não seja tão próxima quanto era durante os anos Mandela/Clinton, mas melhorou muito desde os anos Mbeki/Bush. Os anos Zuma coincidiram com a continuação do esfriamento das relações África do Sul - Estados Unidos, enquanto as relações China-África do Sul se aqueceram significativamente medida que a África do Sul concentrava seus esforços diplomáticos no apoio à iniciativa do BRICS.
Durante a administração de Trump, as relações entre os dois países esfriaram devido aos comentários do presidente Donald Trump sobre as políticas de reforma agrária da África do Sul e ataques agrícolas e à lista da África do Sul como um dos dez países com "pior registro" de apoio às posições dos EUA nos Estados Unidos. Nações. A publicação da lista foi acompanhada da declaração de que o governo Trump estava considerando cortar a ajuda americana aos países listados.

## Visitas diplomáticas

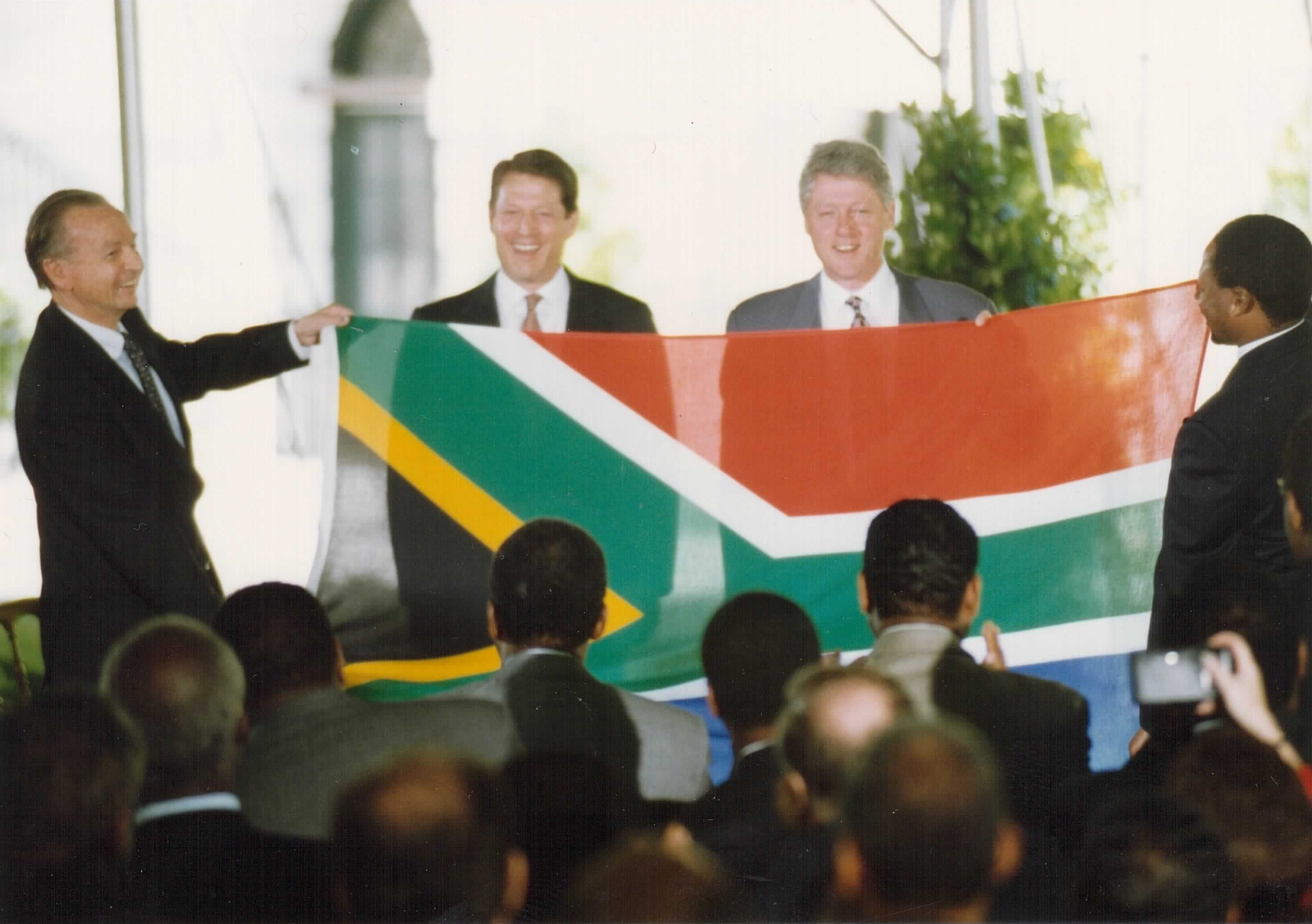
O Embaixador da África do Sul, Harry Schwarz, revelando a nova bandeira da África do Sul ao Presidente dos Estados Unidos, Bill Clinton, em maio de 1994

As visitas diplomáticas entre as duas nações aumentaram perto do fim do apartheid. Em fevereiro de 1990, o presidente dos Estados Unidos, George HW Bush, convidou o presidente sul-africano FW de Klerk e o líder do ANC, Nelson Mandela, a visitar a Casa Branca. Ambos aceitaram o convite, com de Klerk agendada uma visita para 18 de junho de 1990 e Mandela, recentemente libertado da prisão, agendada para uma visita uma semana depois.
Mandela foi posteriormente eleito presidente da África do Sul, e o vice-presidente dos Estados Unidos, Al Gore, e a primeira-dama Hillary Clinton compareceram à sua posse em Pretória em maio de 1994. Em outubro daquele ano, Mandela voltou a Washington para um jantar oficial oferecido pelo presidente dos Estados Unidos, Bill Clinton .
O presidente Clinton visitou a África do Sul em março de 1998, marcando a primeira vez que um presidente dos EUA em exercício visitou o país. Desde a visita de Clinton, dois de seus sucessores visitaram o país: o presidente George W. Bush visitou o país em julho de 2003, e o presidente Barack Obama visitou o país duas vezes, em junho de 2013 (para uma visita de estado) e em dezembro do mesmo ano (para o funeral de Mandela ), com o último sendo acompanhado por três ex-presidentes: Bush, Clinton e Jimmy Carter .
O ex-vice-presidente (2009-2017) e atual presidente Joe Biden também viajou ao país em junho de 2010, para participar da cerimônia de abertura da Copa do Mundo FIFA 2010.

## Ligações econômicas
Em 2020, a África do Sul é o maior parceiro comercial e fonte de investimento para os Estados Unidos na África, com mais de 600 empresas americanas operando no país. US $ 7,3 bilhões em investimentos diretos dos Estados Unidos para a África do Sul foram registrados em 2017, enquanto os investimentos diretos da África do Sul nos Estados Unidos totalizaram US $ 4,1 bilhões no mesmo ano. Tornando a África do Sul um beneficiário líquido do investimento americano. O comércio bilateral entre os dois países totalizou US$ 18,9 bilhões, com a África do Sul tendo um superávit de US$ 2,1 bilhões em 2018.

## Historiografia
- Lulat, Y. GM., ed. Relações dos EUA com a África do Sul: Livros, documentos, relatórios e monografias (1991), Westview Press, Boulder, CO.ISBN 978-0-8133-7138-2ISBN 978-0-8133-7138-2 .